# テニスの王子様SWEAT & TEARS
『テニスの王子様 SWEAT & TEARS』（てにすのおうじさま スウェット アンド ティアーズ）は、2002年9月26日に発売されたプレイステーションのゲームソフト。発売元はコナミ（現・コナミデジタルエンタテインメント）。
漫画『テニスの王子様』のゲーム化作品のひとつで、続編に『テニスの王子様 SWEAT & TEARS 2』がある。

## 概要
- ストーリーは原作とほぼ同じだが、オリジナルのイベントもある。

- ゲームオリジナルのキャラクターも存在する。

- 主人公は男性、女性のどちらかを選択できる。また、どちらかを選んだかによって対戦相手やイベントも変わる。

## ストーリー
ある事件を最後にテニスから遠ざかっていた主人公は、越前リョーマに勧められて青学テニス部に入部する。

## 主題歌

### OP
太陽がくれた季節
歌:Triangle Blue
作詞:山川啓介、作曲:いずみたく、編曲:松岡直也